# Museum Boerhaave

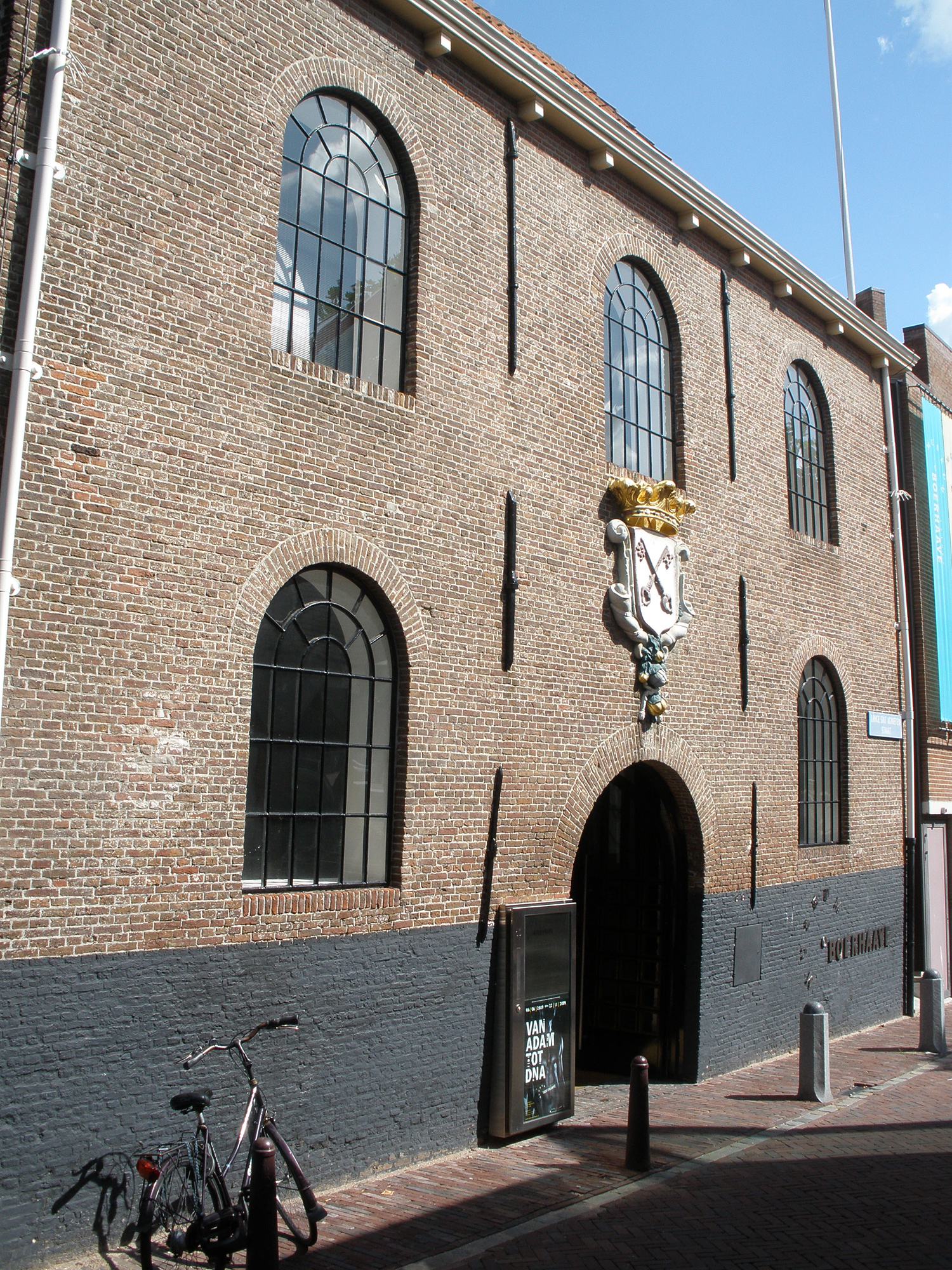
Museum Boerhaave (2009)

Das Rijksmuseum Boerhaave, vor 2017 nur Museum Boerhaave, ist ein Museum für die Geschichte der Naturwissenschaften und der Medizin in Leiden (Niederlande). Es bewahrt eine Sammlung von historischen wissenschaftlichen Apparaten und Geräten vornehmlich aus der Medizin, Physik und Astronomie sowie von Dokumenten zu den einzelnen Wissenschaften.

## Geschichte
Das Museum entstand im Laufe mehrerer Jahrzehnte des 20. Jahrhunderts, zunächst aufgrund der privaten Initiative Leidener Bürger und Wissenschaftler der Universität Leiden. Das 1931 eröffnete private Museum wurde 1947 in ein Nationalmuseum umgewandelt. Die Museumsbestände wuchsen an, so dass 1991 ein Umzug in das frühere Nonnenkloster „St. Caecilia“ erfolgte. 1947 erhielt das Museum den Namen Museum Boerhaave nach Herman Boerhaave, einem bedeutenden niederländischen Arzt und Botaniker des 18. Jahrhunderts. Das Museum steht heute unter Denkmalschutz (Rijksmonument).
Nachdem die Dauerausstellung des Museums umfangreich umgestaltet wurde, erhielt das Museum 2019 die Auszeichnung European Museum of the Year.

## Sammlungen
Die 25 Ausstellungsräume des Museums zeigen die Exponate in loser chronologischer Anordnung, beginnend mit dem 16. Jahrhundert. Zur Sammlung gehören z. B. vom  niederländischen Chirurg und Schiffsarzt Cornelis Solingen entworfene Instrumente, die ausschließlich funktional und ohne Verzierungen gefertigt wurden. Seit 2008 zeigt das Museum 72 Modelle des menschlichen Körpers, die der französische Anatom und Modellbauer Louis Auzoux im 19. Jahrhundert anfertigte. Ein besonderer Raum repräsentiert ein rekonstruiertes Anatomisches Theater aus dem Jahre 1596, das auch heute (2014) zu Demonstrationszwecken genutzt wird. Weitere Räume zeigen u. a. den Apparat, mit dem in Leiden zum ersten Mal Helium verflüssigt wurde, und ein Exemplar der Leidener Flasche. Die niederländischen Nobelpreisträger werden ebenfalls gewürdigt, so Jacobus Henricus van ’t Hoff, der erste Nobelpreisträger in Chemie, und die vier Preisträger für Physik Hendrik Lorentz (1902), Pieter Zeeman (1902), Johannes Diderik van der Waals (1910) und Heike Kamerlingh Onnes (1913).

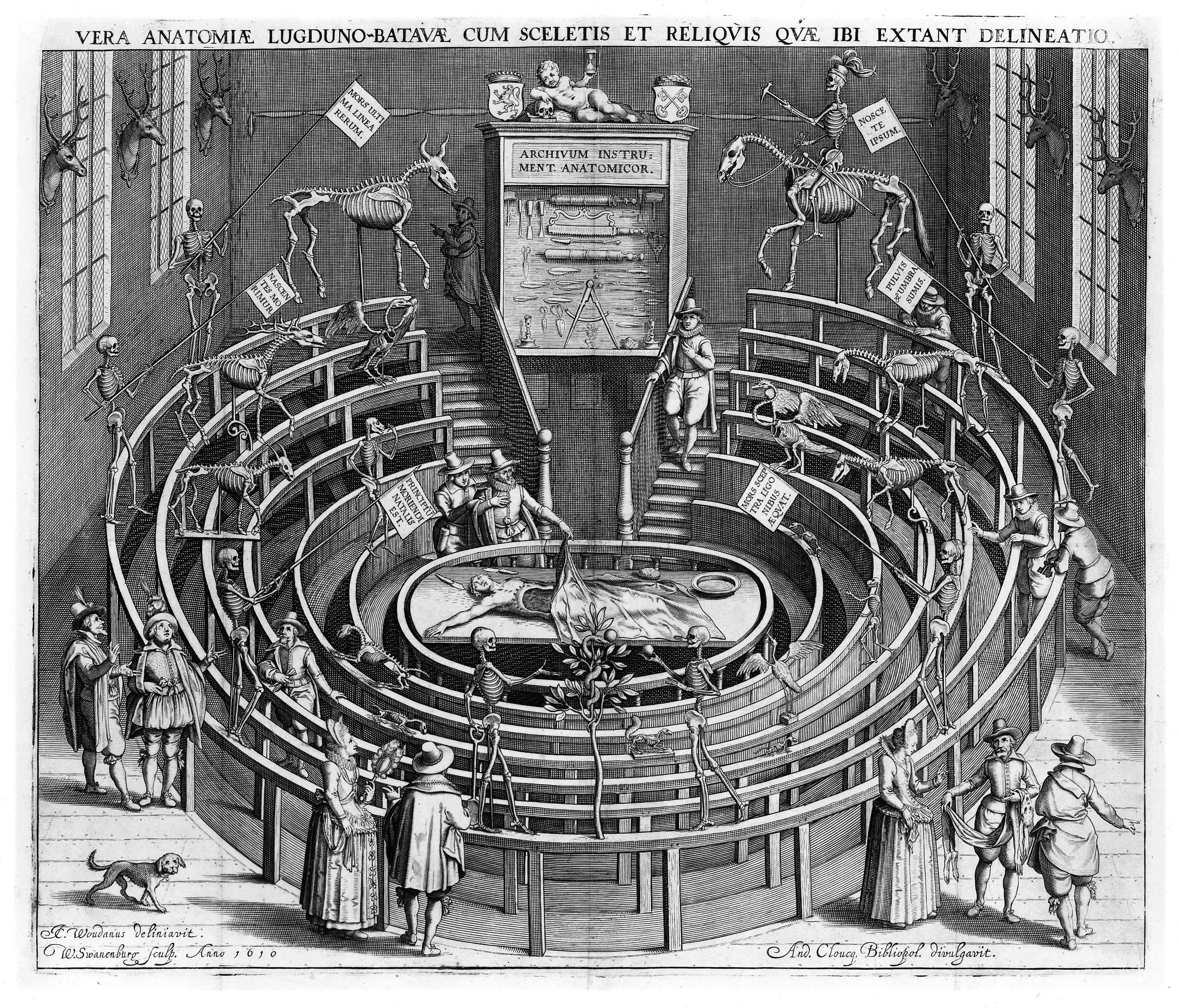
Anatomisches Theater (1610)
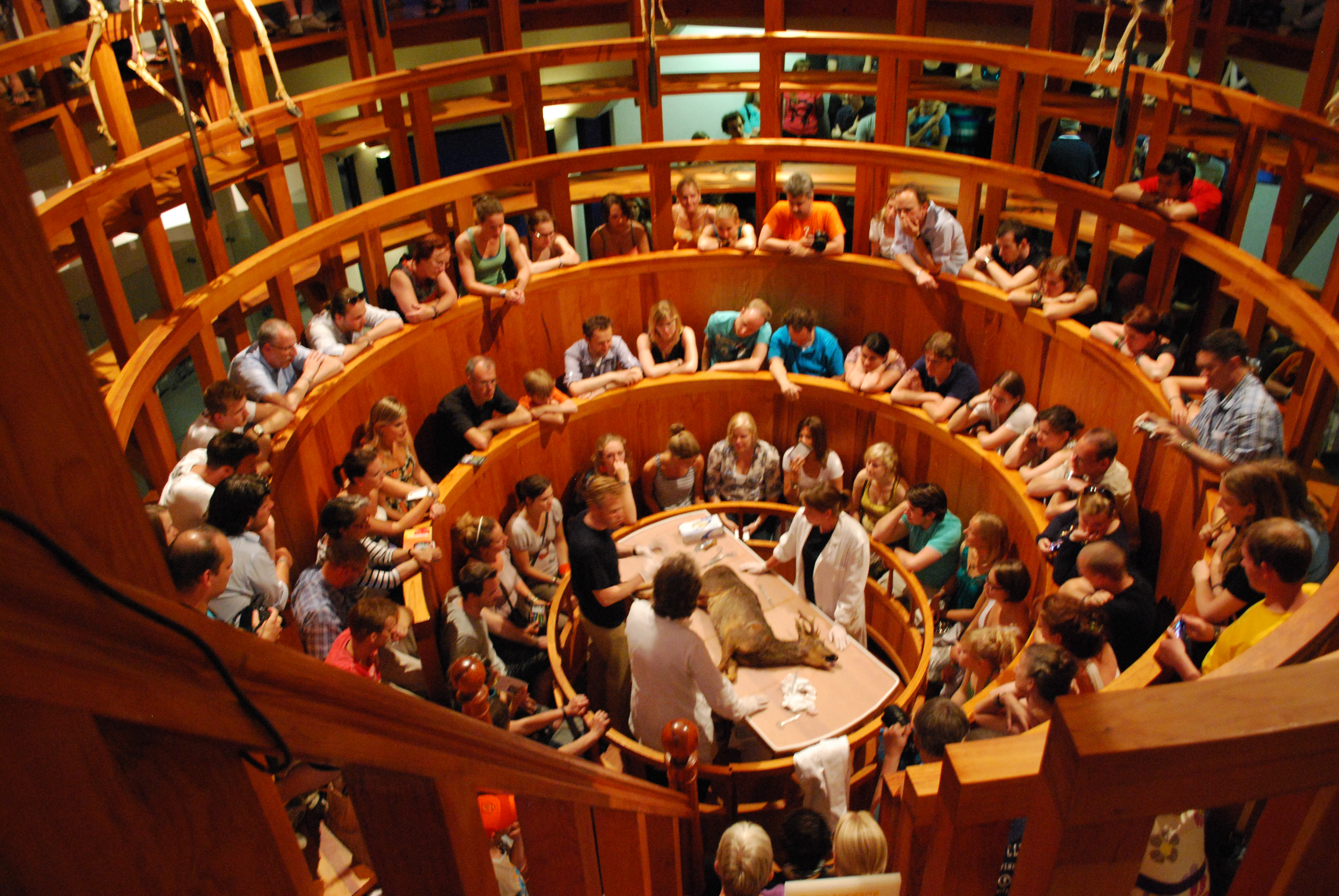
Anatomisches Theater (2010)
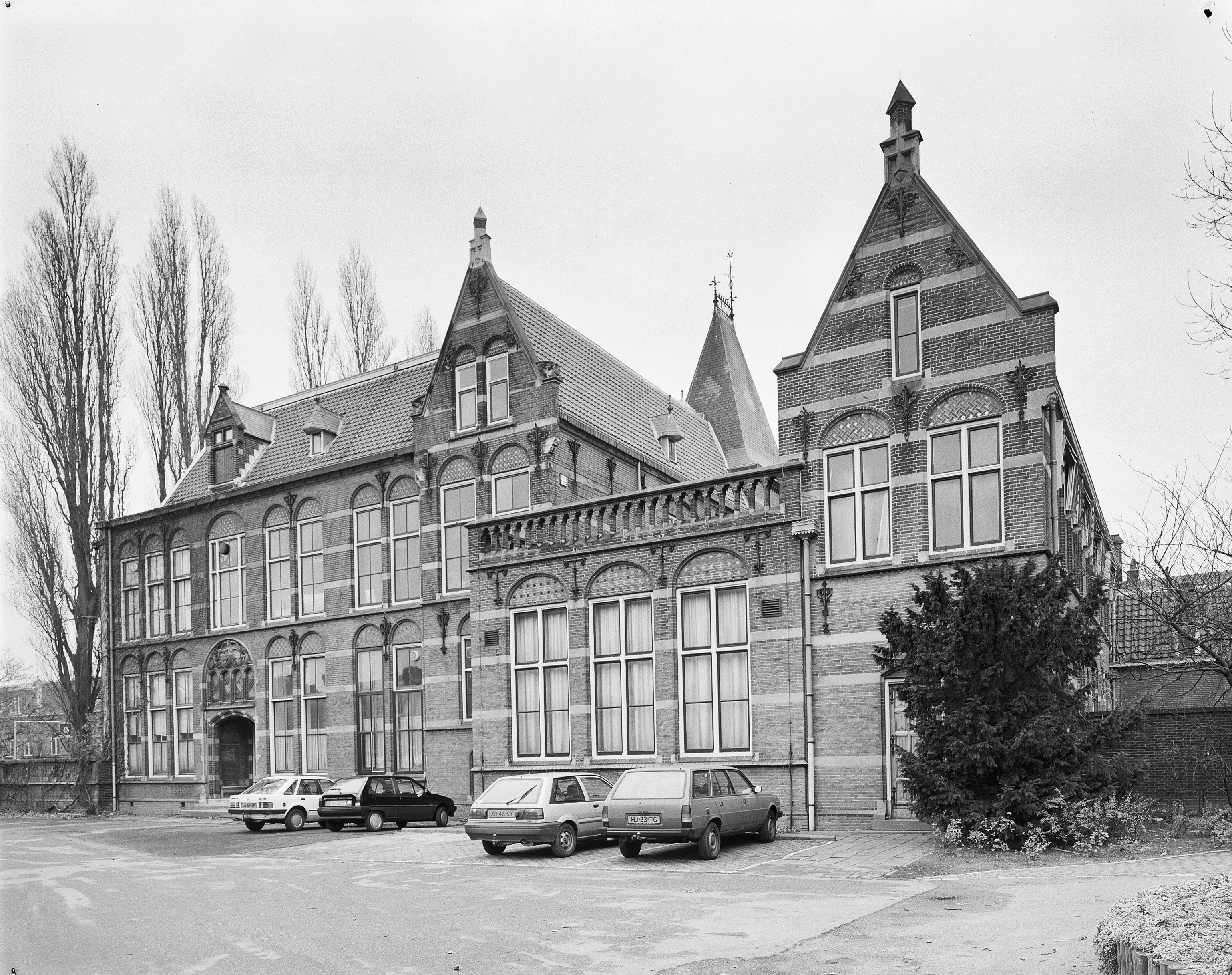
Museum Boerhaave (Steenstraat (Leiden), 1931–1991)
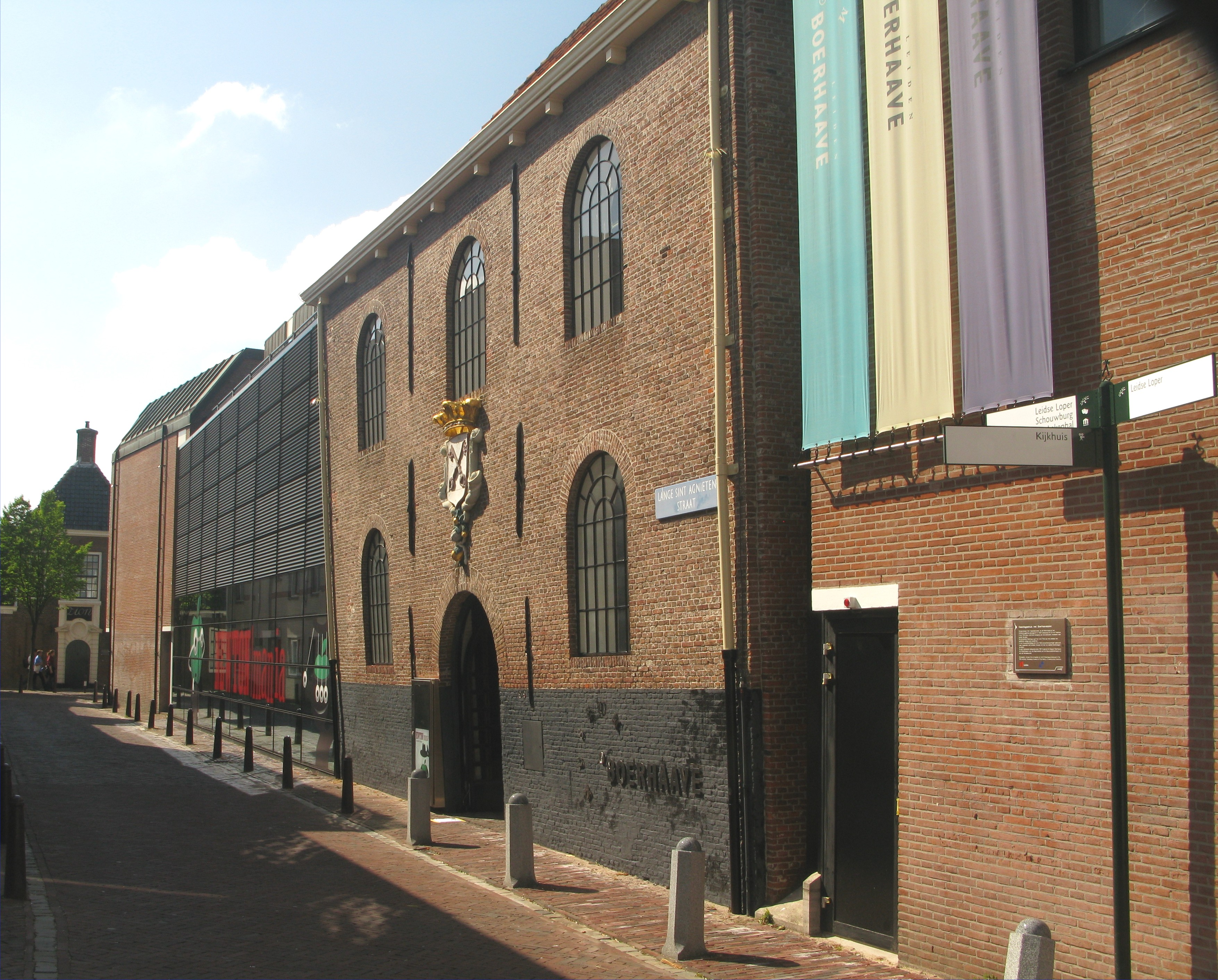
Museum Boerhaave Anno 2010